# Hyperia
Hyperia is een geslacht van vlokreeften uit de familie van de Hyperiidae.

## Soorten
- Hyperia galba (Montagu, 1815) (Kwalvlo)
- Hyperia bowmani M. Vinogradov, 1976
- Hyperia crassa Bowman, 1973
- Hyperia curticephala M. Vinogradov & Semenova, 1985
- Hyperia gaudichaudii Milne-Edwards, 1840
- Hyperia leptura Bowman, 1973
- Hyperia macrocephala (Dana, 1853)
- Hyperia medusarum (Muller, 1776)
- Hyperia spinigera Bovallius, 1889